# Drefféac
Drefféac település Franciaországban, Loire-Atlantique megyében. Lakosainak száma 2288 fő (2022. január 1.). Drefféac Pontchâteau, Sainte-Anne-sur-Brivet és Saint-Gildas-des-Bois községekkel határos.

## Népesség
A település népességének változása:
| Lakosok száma | 859  | 1145 | 1296 | 1503 | 2072 | 2149 | 2228 | 2270 | 2288 | 2288 |
|               | 1968 | 1982 | 1990 | 2006 | 2013 | 2015 | 2017 | 2019 | 2020 | 2022 |